# Mošnja
Mošnja (lat. scrotum) je izbočina kože i mišića koja sadrži sjemenike, prisutna kod muških jedinki nekih vrsta sisavaca. Nastavak je trbušne šupljine i nalazi se ispred anusa, iza penisa, i između bedara. Mošnja je dio muškog spolnog sustava.
Kod nekih vrsta, u pubertetu, se javlja dlakavost (pubična dlakavost) baze mošnja. Mošnja je homologan organ velikim stidnim usnama žene (kod čovjeka).
Mošnje su vezivnom pregradom podijeljene na dvije polovice i svaka sadrži jedan sjemenik, jedan pasjemenik i pridružene krvne žile i živce. 
Uloga mošnja je održavanje temperature sjemenika ispod tjelesne temeprature. Temperature oko 34.4 stupnjeva celzijevih čine se idealnim za spermatogenezu (kod čovjeka).
Sjemenici se tijekom unutarmaterničnog razvoja nalaze u trbušnoj šupljini, da bi se kasnije od 7. do 9. mjeseca spustili (spuštanje sjemenika - lat. descensus testis) u mošnje. Tijekom svog puta iz trbušne šupljine u mošnje sjemenici povlače nekoliko slojeva trbušnog zida i tako dobivaju mišićne i vezivne ovojnice.    
Lat. musculus cremaster nastaje od mišićnih niti trbušnih mišića i obavija sjemenike i može ih pomicati prema trbušnoj šupljini (prema gore).